# تاكيشي آونو
تاكيشي آونو (青野武 آونو تاكيشي)؛ (19 يونيو 1936 - 9 أبريل 2012)، ممثل ياباني.

## أدواره في الأنمي

### مسلسلات أنمي تلفزيونية
- ماروكو الصغيرة - جدّ ماروكو (الصوت الثاني)
- سفينة الفضاء ياماتو - شيرو سانادا
- قبضة نجم الشمال - ريهاكو
- دراغون بول - بيكولو دايماو
- دراغون بول Z - كامي
- دراغون بول كاي - كامي (الصوت الأول)
- ون بيس - دراكول ميهوك (الصوت الأول)
- ناروتو - تازونا
- إيوريكا سفن - أكسل ثرستون
- دي إن إنجل - دايكي نيوا
- دي جرايمان - بوكمان
- بازيليسك: لفائف نينجا كوغا - أزوكي روساي
- غينتاما - غينغاي هيراغا
- آوتلو ستار - غوين كان
- خادم الصفر - أوسمان
- خادم الصفر: فارس القمرين - أوسمان
- خادم الصفر: رقصة الأميرات - أوسمان
- إينوياشا - كايجينبو
- زعيم المحاربين - يومي أساكورا
- ذا بيغ أو - داندي وايز
- موشيشي - الجد أورو
- ساندز أوف ديستراكشن - مدير مستشفى الخيرية
- كاوبوي بيبوب - دوهان
- طوكيو ماغنيتود 8.0 - فورويتشي
- CLANNAD - توشيو كومورا
- CLANNAD 〜AFTER STORY〜 - توشيو كومورا
- يوغي GX - دكتور أيزنشتين
- فل ميتال بانيك؟ فوموفو - زينجي أونوكي
- ترايجان - ستان
- قطاع التسوق السحري أبينوباشي - ماسايوكي أساهينا
- إل كازادور - لوبيز
- كآبة هاروهي سوزوميا - مالك عقار
- معرض الفن المزيف - شيمودا
- المقاتل المتنقل جي جاندام - بيردمان
- داي الشجاع - هادلر، زوهو
- المحقق كونان - ساساي نوريكازو (جريمة قتل في المهرجان)

### أوفا أنمي
- تشيبي كارا ناجاي جو وورلد - جينمين، زوجة جينمين، ابنة جينمين
- تيلز أوف سيمفونيا ذي أنيميشن: تيثيالا - رودايل
- مغامرة جوجو الغريبة - فانيلا آيس
- أوشيو و تورا - شيغوري آوتسوكي

### أفلام أنمي
- إيوريكا سفن: جيب مليء بأقواس قزح - المدير
- ون بيس (2000) - غانزو
- داي الشجاع - هادلر
- داي الشجاع: تلاميذ فان - هادلر
- داي الشجاع: القادة الستة الجدد - هادلر

## أدواره في ألعاب الفيديو
- سلسلة ألعاب ميتال غير - روي كامبل
- تياز أوف إيتيرنيا - غالينوس، ماكسويل
- تيلز أوف سيمفونيا - رودايل
- ميجا مان 8 - دكتور وايلي
- ميجا مان باورد أب - دكتور وايلي
- ميجا مان إكس 4 - دكتور وايلي
- ميجا مان إكس 6 - آيزوك، غراوند سكارافيتش

## أدواره في الدبلجة اليابانية
- باتمان - جوكر
- باتمان: عودة الجوكر - جوكر
- سلسلة أفلام هاري بوتر
  - هاري بوتر وحجر الفيلسوف - أرغوس فيلتش
  - هاري بوتر وحجرة الأسرار - أرغوس فيلتش
  - هاري بوتر وسجين أزكابان - أرغوس فيلتش
  - هاري بوتر وكأس النار - أرغوس فيلتش
  - هاري بوتر وجماعة العنقاء - أرغوس فيلتش
  - هاري بوتر والأمير الهجين - أرغوس فيلتش
- شريك 2 - الملك هارولد
- شريك الثالث - الملك هارولد
- شريك 4 - الملك هارولد
- الأسد الملك 3: هاكونا ماتاتا - العم ماكس

## وصلات خارجية
- تاكيشي آونو على موقع IMDb (الإنجليزية)
- تاكيشي آونو على موقع ألو سيني (الفرنسية)
- تاكيشي آونو على موقع ميوزك برينز (الإنجليزية)
- تاكيشي آونو على موقع أول موفي (الإنجليزية)
- تاكيشي آونو على موقع قاعدة بيانات الفيلم (الإنجليزية)
- تاكيشي آونو على موقع كينوبويسك (الروسية)
- تاكيشي آونو على موقع ANN person (الإنجليزية)